# L'Affaire ClearStream racontée à un ouvrier de chez Daewoo
Pour plus de détails, voir Fiche technique et Distribution.
L'Affaire ClearStream racontée à un ouvrier de chez Daewoo est un documentaire du journaliste Denis Robert et de Pascal Lorent, sorti en 2002.
Ce documentaire raconte, entre autres, comment le capitalisme financier se sert d'outils comme la chambre de compensation Clearstream pour fermer des usines. Il raconte aussi comment le Luxembourg, État européen, fermerait les yeux sur ces pratiques, les encouragerait même.

## Fiche technique
- Titre : L'Affaire ClearStream racontée à un ouvrier de chez Daewoo
- Réalisateur : Denis Robert et Robert Lorent
- Scénario : Denis Robert et Pascal Lorent
- Musique : Martin Meissonnier
- Photographie : Pascal Lorent
- Montage : François Festor
- Production : Frank Eskenazi et Hortense Quitard
- Société de production : The Factory
- Pays :  France
- Genre : Documentaire
- Durée : 75 minutes
- Dates de sortie : 
  -  France : 2003

## Distribution
- Denis Robert : lui-même, reporter
- André Lussi : lui-même, PDG de Clearstream
- Ernest Backes : lui-même, ex-PDG de CEDEL
- Lucien Thiel : lui-même, Directeur de ABBL